# Crimes rituels au Gabon
Les crimes rituels au Gabon désignent des meurtres commis dans un contexte de pratiques occultes ou ésotériques, souvent liés à des croyances mystiques ou à la sorcellerie, et motivés par la recherche supposée de pouvoir, de protection spirituelle ou de réussite sociale ou politique.
Ces crimes consistent généralement en l’enlèvement de victimes, principalement des enfants, suivis de mutilations ciblées sur certaines parties du corps (organes, sang, crâne), utilisées dans des rituels à visée symbolique ou magique.
Ils sont régulièrement dénoncés par la société civile gabonaise et par les institutions internationales de défense des droits humains, mais restent difficile à quantifier, en raison de leur nature clandestine et du climat de peur qui entoure les enquêtes.

## Définition
Les crimes rituels désignent généralement des meurtres commis dans un cadre mêlant enlèvement, assassinat et pratiques fétichistes, souvent attribués à des cercles secrets ou à des membres influents de la classe dirigeante notamment en période électorale dans un but de pouvoir ou de richesse matérielle,.
Pratiqué par des adeptes de sorcellerie ou des féticheurs, ces meurtres consistent fréquemment à prélever le sang de la victime encore vivante et certaines parties de son corps (organes, crâne, etc.). Selon une croyance répandue, évoquée par un rapport de l'Office français de protection des réfugiés et apatrides (OFPRA), « la souffrance de la victime serait primordiale pour assurer la puissance du fétiche »,.
Les victimes sont souvent des enfants issus de milieux défavorisés, de familles immigrées ou de villages isolés. Les enfants présentant un handicap, une maladie ou une infirmité, mais aussi les enfants albinos, sont particulièrement visés par les féticheurs.
Cependant, ces crimes ne sont pas définis en tant que tels dans le droit gabonais. Ceux-ci relèvent davantage de la perception populaire et médiatique, permettant d'expliciter le contexte de ces meurtres, que d'une typologie juridique précise, ce qui complique la quantification et la qualification des cas.
Dans certains cas, des homicides de droit commun seraient maquillés en crimes rituels par des mutilations post-mortem, dans le but de détourner l'attention ou de manipuler l'opinion. Le trafic d'organes est aussi évoqué comme motivation possible dans certains dossiers.

## Historique

### Origines
Les origines des crimes rituels au Gabon font l’objet de débats. Ils ne découleraient pas directement des traditions religieuses autochtones, notamment du bwiti, dont les rites initiatiques n'incluent pas de sacrifice humain. Ces crimes seraient plutôt une dérive contemporaine ou un détournement de croyances traditionnelles, et pourraient être liés à des influences extérieures plus récentes.
L’apparition de ces pratiques est parfois associée à la diffusion de croyances liées à la sorcellerie en provenance du Cameroun, du Congo, d’Afrique du Sud ou du Nigéria, introduites au Gabon à partir des années 1980. Parmi elles figure notamment la croyance des « enfants sorciers », popularisée par certaines Églises de réveil évangéliques en République démocratique du Congo, qui se serait répandue par la suite dans le pays. Ce phénomène s’inscrirait dans un ensemble plus large de croyances et de pratiques magiques présentes en Afrique centrale, mêlant cultes des esprits, rituels d’initiation ou encore trafic de crânes et de restes humains, qui coexistent en parallèle avec les religions monothéistes et les logiques modernes de rationalité.
Selon certains anthropologues, ces crimes seraient une conséquence des désordres politiques et sociaux liés à la colonisation et à l’introduction du capitalisme néolibéral en Afrique. Ils seraient ainsi une distorsion des croyances animistes traditionnelles, influencées par des modèles de pouvoir, de domination et de réussite issus de l’Occident.
D’autres analyses mettent l’accent sur la dimension symbolique et politique des crimes rituels. Ces derniers seraient utilisés par les élites gabonaises comme instruments d’affirmation de pouvoir depuis l'indépendance du pays en 1960. Leur recours à des symboles mystiques, issus à la fois de l’ésotérisme maçonnique et des traditions animistes locales, aurait contribué à instaurer une culture du secret et de la crainte autour de ces pratiques,.
Cette perception s’inscrit également dans un imaginaire hérité de l’époque coloniale, opposant une côte « moderne et civilisée » à un arrière-pays perçu comme archaïque et sauvage. Ce dualisme spatial, forgé au XIXe siècle, aurait été progressivement intégré et réinterprété dans les représentations contemporaines du phénomène.

### Années 1970-1990
L'expression de « crime rituel » apparaît au Gabon dans les années 1970, à la suite de plusieurs arrestations liées à des faits assimilés à ce type de pratiques criminelles.
La première publication relatant un crime rituel au Gabon apparaît dans le livre de Pierre Péan, Affaires africaines en 1983. L'auteur y rapporte des rumeurs circulant à l'époque sur la pratique de crimes rituels au bénéfice de Georges Rawiri, alors figure influente file du Parti démocratique gabonais, alors parti unique au pouvoir. Parmi les témoignages recueillis, l’un fait état de la découverte présumée d’une tête d’enfant dans sa voiture. Pierre Péan ne présente cependant pas ces faits comme avérés, mais comme un exemple du climat de suspicion entourant certaines personnalités de l’élite politique gabonaise dans les années 1980,.
Durant cette décennie, plusieurs affaires judiciaires impliquant des personnalités politiques ou administratives de haut rang alimentent l’idée d’une impunité systémique autour des crimes rituels. En 1985, l’affaire Pandzou se conclut par la libération du principal accusé, malgré la gravité des faits allégués. Peu de temps après, l’affaire Koung-Magang, concernant un notable de Lambaréné, beau-frère du ministre de l’Intérieur en fonction, est marquée par la disparition des témoins clés, ce qui empêche toute poursuite judiciaire. Entre 1988 et 1989, l’affaire Mba Nteme met en cause plusieurs acteurs politiques gabonais dans une série d’accusations liées à des pratiques rituelles violentes, mais elle ne donne lieu à aucune condamnation publique connue,.
En 1990, dans le contexte des élections législatives pluralistes au Gabon, une affaire de crime rituel présumé est signalée dans la province de l’Ogooué-Maritime, après qu’une victime ait réussi à s’échapper et à alerter les autorités. Selon les témoignages recueillis, un général récemment élu député et une ambassadrice en poste auraient été désignés comme commanditaires de l’enlèvement. Cependant, aucune suite judiciaire n’est donnée à l’affaire, et les suspects présumés bénéficient de protections politiques au plus haut niveau de l’État.
Dans les années 1990, plusieurs corps mutilés sont découverts sur les plages de Libreville. Ces découvertes suscitent une psychose au sein de la population, et donnent lieu à une circulation accrue de rumeurs d’enlèvements d’enfants dans différents quartiers de la capitale,.

### Années 2000-2010
En juillet 2005, l'UNESCO organise un colloque régional sur les « causes et moyens de prévention des crimes rituels et des conflits en Afrique centrale » à Libreville. Cette initiative vise à alerter les États de la sous-région sur l’ampleur croissante du phénomène, à identifier les facteurs sociaux et culturels qui l’alimentent, et à promouvoir des stratégies de prévention au niveau communautaire et institutionnel.
En 2009, l'accession à la présidence gabonaise d'Ali Bongo, après la mort de son père Omar Bongo, président depuis 1967, provoque une recomposition brutale des équilibres politiques internes. Cette phase de transition s’accompagne d’une déstabilisation des anciens réseaux de pouvoir, créant un climat d’incertitude favorable, selon certains observateurs, à une recrudescence des pratiques occultes. Le phénomène des crimes rituels aurait alors connu une hausse significative : selon l’UNICEF, leur nombre aurait été multiplié par trois durant cette période.
Le 14 janvier 2012, la gendarmerie gabonaise procède à plusieurs arrestations dans le cadre d’une affaire de crime rituel. Parmi les personnes interpellées figure Illoubou Boussiengi, secrétaire départemental du Parti démocratique gabonais.

### Visibilité accrue sur la scène internationale (à partir de 2012)
Le 8 avril 2012, la chaîne de télévision française Canal + diffuse un documentaire intitulé Les organes du pouvoir sur le phénomène des crimes rituels au Gabon,. Ce reportage, qui met en lumière les liens présumés entre pratiques occultes et sphères politiques, provoque de vives réactions au sein du pays. Le président Ali Bongo convoque en réaction une réunion d'urgence pour ordonner la fin de ces pratiques.
La diffusion du documentaire marque un tournant dans la médiatisation du sujet. Jusque-là souvent reléguées à la rubrique des faits divers, les affaires de crimes rituels gagnent en visibilité dans les médias nationaux, tout en attirant l’attention de la presse internationale. Toutefois, cette médiatisation accrue, bien que saluée par certaines ONG, est parfois critiquée pour son caractère sensationnaliste, susceptible de renforcer les stéréotypes ou d'alimenter la psychose collective,.
Le 19 mars 2013, la découverte du corps mutilé d'une jeune fille de 7 ans sur une plage de Libreville suscite une vive émotion au Gabon,. Comme d’autres affaires similaires, ce meurtre est perçu comme étant en lien avec la tenue des élections locales prévues en décembre de la même année, période traditionnellement associée à une recrudescence des crimes rituels selon plusieurs observateurs.
En réaction à cet événement, un collectif de pirates informatiques se réclamant du mouvement Anonymous lance le 15 avril 2013 une campagne sur les réseaux sociaux baptisée « Opération Gabon », visant à interpeller les autorités gabonaises sur l'impunité présumée entourant ces crimes,.
Le 11 mai suivant, plusieurs associations issues de la société civile, partis politiques et mouvements religieux organisent une marche de protestation à Libreville. Le cortège principal, rejoint par la Première dame Sylvia Bongo, réunit plus de 3 000 participants selon l'Association de lutte contre les crimes rituels (ALCR),. À l'issue de la marche, le président Ali Bongo annonce un durcissement des sanctions pénales encourues pour les crimes avec prélèvement d'organes et la mise en place de peines de prison à perpétuité sans possibilité de remise de peine.
Le même jour, une contre-marche non-déclarée est organisée au même moment par d'autres collectifs citoyens. Elle est rapidement dispersée par la police et donne lieu à plusieurs arrestations de militants des droits de l'homme,.
En juin 2013, le sénateur de Kango Gabriel Eyéghé Ekomié, est inculpé dans une affaire de meurtre rituel après avoir été accusé d'avoir promis 20 millions de FCFA à l'assassin d'une fillette de 12 ans,,.
En juin 2014, le magazine Jeune Afrique rapporte l'ouverture d'une enquête par la police gabonaise sur la disparition d'une douzaine de ressortissantes camerounaises à Makokou, chef-lieu de la province de l'Ogooué-Ivindo et qualifié de « lieu de haute concentration fétichiste dans le nord-ouest du Gabon ».
En décembre 2014, un homme arrêté à Mimongo, dans le sud du Gabon, avoue avoir commis 21 crimes rituels.

### Années 2020
En janvier 2020, la capitale Libreville est le théâtre d'émeutes consécutives à la diffusion massive, sur les réseaux sociaux, de rumeurs d’enlèvements d’enfants. Ces rumeurs, évoquant des disparitions mystérieuses et des mutilations rituelles, ravivent un climat de psychose collective déjà bien ancré dans l’opinion publique gabonaise.
En novembre 2020, les autorités gabonaises lancent le premier centre d'appel entièrement dédié aux enfants victimes de violence du nom de SuperMwana. L'objectif est d'améliorer la prise en charge des enfants face aux cas de violence physique, d'abus sexuel et de crime rituel.

## Chiffres et statistiques

### Victimes
Selon certaines estimations citées par l'OFPRA et selon l'UNICEF, les enfants représenteraient 70 % des victimes des crimes rituels.
L'Association de lutte contre les crimes rituels (ALCR), présidée par Jean-Elvis Ebang Ondo, affirmait quant à elle en 2011 avoir recensé 62 cas de crimes rituels concernant 28 enfants, 20 femmes et 14 hommes adultes. Toujours selon cette association, les crimes rituels auraient fait 443 victimes à Libreville entre 2007 et 2012.
Cependant, plusieurs observateurs et analystes soulignent que les données fournies par l’ALCR, bien qu’elle soit l’une des principales sources disponibles sur le sujet, présentent parfois des incohérences, rendant difficile une évaluation fiable de l’ampleur réelle du phénomène. Ces statistiques sont par ailleurs contestées par la police gabonaise, qui nie que certains des assassinats puissent être attribuables à des crimes rituels.
Selon un rapport officiel présenté à l'ONU le 9 août 2017, 78 affaires de crimes rituels ont été traitées dans les tribunaux de Libreville, Oyem, Lambaréné, Franceville, Mouila et Port-Gentil entre 2011 et 2012.

### Commanditaires et fréquence
Selon l'Association de lutte contre les crimes rituels (ALCR), huit crimes rituels sur dix seraient liés à des hommes politiques, qu'il s'agisse d'élus, de hauts fonctionnaires ou de membres de l'exécutif.
Les périodes électorales, les remaniements ministériels ou tout changement majeur dans l'équilibre du pouvoir sont identifiés comme des moments particulièrement propices à la survenue de ce type de meurtres, perçus comme des actes de consolidation ou de conquête symbolique du pouvoir,.
En parallèle, certaines pratiques occultes, comme les profanations de sépultures ou le trafic de restes humains, tendent à se multiplier dans ces mêmes contextes. Elles seraient motivées par la recherche de protection mystique ou de renforcement d’influence, souvent associées aux réseaux ésotériques ou fétichistes opérant dans la sphère du pouvoir.

## Lutte contre les crimes rituels

### Au plan judiciaire
Le nouveau Code pénal, entré en vigueur en juillet 2019, contient plusieurs dispositions visant spécifiquement à réprimer les crimes rituels, bien que ceux-ci ne soient pas nommés en tant que tels dans les textes. Le législateur leur préfère des formulations techniques, telles que « transaction portant sur des restes ou ossements humains » et « cession de chair humaine ».
L'article 355 du Code pénal gabonais vise spécialement cette pratique, en disposant qu'« est puni de la peine de la réclusion criminelle à perpétuité, le coupable de meurtre commis à des fins de prélèvement d'organes, de tissus, de sang ou de tout autre élément ou produit du corps de la victime. Le meurtre suivi d'un tel prélèvement à des fins mercantiles ou rituelles est puni de la même peine ». L'article 356 incrimine de la même peine tout prélèvement ou tentative de prélèvement d'organe sur une personne vivante.
L'article 343 relatif à la traite des êtres humains prévoit quant à lui des circonstances aggravantes si ce crime est réalisé « soit à des fins de servitude ou d'esclavage ou de prélèvement d'un ou de plusieurs de ses organes », en particulier sur une victime mineure.
Par ailleurs, le Gabon a ratifié plusieurs conventions internationales protégeant les enfants et les droits des personnes, à l'instar de la Convention internationale des droits de l'enfants, la Convention internationale pour la protection de toutes les personnes contre les disparitions forcées et la Charte africaine des droits et du bien-être de l'enfant.
Toutefois, en dépit de cette volonté affichée d’adhésion aux normes internationales, l’application de ces instruments juridiques au niveau national reste limitée. Selon plusieurs observateurs, les magistrats gabonais se montrent peu enclins à fonder leurs décisions judiciaires sur ces textes, qui sont rarement mobilisés dans les affaires liées aux droits des enfants ou aux crimes rituels présumés.

### Enquêtes journalistiques
Les tentatives de la presse gabonaise et internationale pour enquêter sur les crimes rituels au Gabon se sont heurtées régulièrement à des obstacles politiques, notamment à des pressions exercées par les autorités.
En avril 2012, la chaîne française Canal+ aurait été visée par des tentatives d’intimidation de la part du gouvernement gabonais, afin d’empêcher la diffusion du documentaire Les organes du pouvoir, qui abordait de manière critique le phénomène des crimes rituels dans le pays.
Quelques mois plus tard, en octobre 2012, l'ONG Reporters sans frontières dénonce les pressions croissantes des autorités pesant sur des journalistes gabonais enquêtant sur les crimes rituels et leurs liens avec les milieux politiques. L'ONG cite notamment l'exemple d'Olivier Ndembi, journaliste au quotidien progouvernemental L'Union, inquiété par la police à la suite d'un article publié le 14 avril 2012 .

### Au sein de la société civile
L'Association de lutte contre les crimes rituels (ALCR) est la principale association agissant contre le phénomène. Elle a été créée le 3 mars 2005 à Libreville par Jean-Elvis Ebang Ondo après le meurtre commis sur deux enfants de douze ans. L'association dénonce notamment une inaction supposée des autorités gabonaises pour lutter contre les crimes rituels.
L’ALCR organise régulièrement des actions de sensibilisation, des veilles citoyennes et des commémorations publiques, notamment en lien avec les familles des victimes. Elle dénonce l’inaction des autorités gabonaises face à ce phénomène et demande une plus grande fermeté judiciaire, ainsi qu’une protection accrue des témoins et des journalistes travaillant sur le sujet.

### Engagement de l'Église catholique
Depuis 2011, la conférence épiscopale gabonaise célèbre chaque année  le 28 décembre une journée dédiée aux victimes des crimes rituels, à l'occasion de de la fête des Saints-Innocents dans le calendrier liturgique catholique. Cette date, symbolisant le massacre d’enfants innocents selon la tradition chrétienne, est devenue un moment de prière, de sensibilisation et de dénonciation publique de ces pratiques,,.
L’Église catholique gabonaise s’est également impliquée dans des actions citoyennes. L’archevêque de Libreville, Basile Mve Engone, a notamment participé à la marche du 11 mai 2013, organisée par des associations de la société civile pour dénoncer les crimes rituels et appeler à la fin de l’impunité.
Selon plusieurs témoignages, des hommes d’Église auraient été l’objet d’intimidations en raison de leur engagement contre ces pratiques.